# استخدامات السماد
تصف استخدامات السماد مدى الاستخدامات المفيدة للسماد. السماد هو منتج متعدد الاستعمالات ينتج عن طريق التحلل الحيوي للمادة العضوية إلى سماد، على مستوى المنزل المجتمع أو المدينة. ويمكن إجراء التسميد على مستوى المنزل، في مسمدات الحدائق أو في مراحيض التسميد، أو على المستوى البلدي في مصانع التسميد المركزية، وتؤثر طريقة إنتاج السماد على استخداماتها المحتملة من ناحية اعتبارات الكمية والنوعية.
الاستخدام الأساسي للسماد هو تكييف وتسميد التربة بواسطة إضافة الدبال، المغذيات، والبكتيريا النافعة للتربة، مع مدى واسع من التطبيقات المحددة.

## الزراعة
على الأرض المفتوحة، يمكن نثر السماد على الطبقة العليا من التربة باستخدام شاحنات موزعة أو موزعات تُسحب خلف جرار. لزراعة القمح، الذرة، فول الصويا، والمحاصيل المشابهة. من المتوقع أن الطبقة المنثورة رقيقة جدًا نحو 6 ملم (0.25 بوصة. يوضع في التربة قبل الزرع، وبالرغم من ذلك، فمعدلات التطبيق 25 ملم (1 بوصة) أو أكثر ليست غير اعتيادية عند محاولة إعادة بناء التربة الفقيرة أو التحكم في التعرية. بسبب الكلفة العالية للغاية للسماد لكل وحدة من المغذيات في العالم الغربي (مثل الولايات المتحدة) يندر الاستخدام في المزرعة بشكل نسبي إذ لا يمكن توفير معدلات تزيد عن 4 طن/فدان. هذا مؤسف وينتج عن التركيز المفرط على «إعادة تدوير المادة العضوية» عوضًا عن «المغذيات المستدامة». وفي بلدان أخرى مثل ألمانيا، حيث توزيع ونشر السماد مدعوم بشكل جزئي في رسوم النفايات الأصلية، ويستعمل السماد بشكل متكرر أكثر على الأرض المفتوحة، لكن فقط تحت فرضية «استدامة» المغذي.
في استخدام البلاستيك بالزراعة، كالفراولة، الطماطم، الفليفلة، الشمام، وفواكه وخضراوات أخرى، تزرع تحت البلاستيك للتحكم بدرجة الحرارة، والحفاظ على الرطوبة والتحكم بالأعشاب الضارة. قد يُخطط السماد (يوضع على شكل شرائط على طول الصفوف)، ويوضع داخل التربة قبل الفرش والزراعة، ويوضع في نفس الوقت الذي تبنى فيه الأحواض ويوضع البلاستك، أو يُستعمل «لتسميد سطح الأرض».
لا تزرع بذور الكثير من المحاصيل مباشرة في الحقل، ولكنها تبدأ في صواني بذور في مشتل أخضر (انظر تطعيم النبات). يمكن استعمال السماد كمكون في الخليط المستعمل لزراعة البذور، ولكنه لا يستعمل عادة كركيزة الزراعة الوحيدة. يحدد كل من المحصول الذي سوف يزرع وحساسية البذور للمغذيات، الأملاح، إلخ..، ونسبة المزيج، والنضج هام للتأكد من عدم حدوث نقص في الأوكسجين أو أن بقايا السموم النباتية لا تزال باقية.

## البستنة
يستعمل السماد في البستنة في مدى واسع من النطاقات. إذ يمكن خلط السماد مع الرمل، الطين، نشارة الخشب المعتقة، ومواد أخرى لصنع خليط غني لأحواض المناظر الطبيعية، أو الأحواض الزراعية. ولا يمكن للسماد أن يتعدى 30 بالمئة من الخليط الكلي. استعمل السماد الناضج عالي الجودة لتجنب المنافسة على الأوكسجين والمغذي مع النباتات.
في حديقة حاويات، كما في خلائط الأحواض، يمكن أن يكون مكونًا مفيدًا في وسائل التأصيص، يستعمل إلى حد 30 بالمئة من المجموع الكلي، اعتمادًا على الملوحة والنضوج. ويعتبر بديلًا جزئيًا لطحلب الخث، ولكنه يفتقر جزئيًا للمسامية ويجب استعمال سعة تخزين الماء للخث بنسب محدودة. يمكن لمحتوى المغذيات في السماد أيضًا تقليل الحاجة إلى الأسمدة الكيماوية التكميلية، بالرغم من الحاجة لتحديد هذا في كل حالة.
تردم المناطق المحفورة حول أُسس البنايات الجديدة بعد اكتمال البناء، لكنها قد تحتوي مناطق الزراعة هذه على أنقاض، وبقايا كيمياويات سامة، ومواد أخرى غير مرغوب بها. إن إزالة الردم واستبداله بمزيج من السماد/التربة سوف يحسن من هيكلية التربة ويعطي زراعات الأساسات بداية صحية أكثر.
يمكن استخدام بوصتين أو أكثر من السماد وحده، أو مدموجًا مع منتوجات النشارة العادية لإبقاء مناطق الجذور باردة، والحفاظ على الرطوبة، إذ يعمل كمخصّب بطيء التحرر، على شرط كون المنتج خشن الملمس وناضجًا. كحاجز للحشائش، يمكن استعمال ضعف أو ثلاثة أضعاف عمق السماد، ويوضع على أعلى طبقة سميكة من الجرائد، لاستبدال حشائش الغشاء الأرضي. وكما هو واضح فإن هذا صحيح فقط في حالة كون السماد خاليًا من الحشائش؛ والعديد من الأسمدة ليست كذلك.
بالنسبة للأشجار والشجيرات يمكن استعمال خلائط من السماد المعتق جيدًا مع التربة من المكان بغرض الردم. قد تسبب الأسمدة غير الناضجة ترسبًا وإخلالًا للجذور الصغيرة بسبب نقص الأوكسجين. وموسميًا، يوضع السماد مع خط التنقيط ويدخل إلى التربة بواسطة مدمة (مشط الأرض).
لإنشاء مناطق نجيلية (الطبقة العليا من التربة المكسوة بالعشب) جديدة (أعشاب، ميادين ترفيه، ملاعب غولف)، يمكن وضع السماد قبل الزرع أو التغطية بالعشب. يمكن استعمال السماد موسميًا لتسميد سطح الأرض، وقد يُدخل في التربة باستعمال مدمة. تستعمل بعض المزارع النجيلية السماد أيضًا، وزراعة العشب في بضع بوصات من المادة لمنع فقدان التربة السطحية.

## السيطرة على تعرية التربة
فقدان الطبقة الفوقية هي مشكلة بيئية خطيرة.واستعمال السماد للتحكم بجريان الرواسب ومكافحة التعرية هي تقنية جديدة نسبيًا، يتم تبنيها الآن من قبل السلطات المحلية، المطورين، المزارعين، والموزعين الرئيسيين الآخرين للتربة كأداة أخرى لتقليل فقدان الطبقة الفوقية.
تسمى طبقة السماد المنتشرة فوق منطقة موزعة من التربة ببطانية السماد. مع قابلية عالية لاحتجاز الماء، ولا يًحرث السماد إلى داخل التربة، لكنه يبقى على السطح ليحد من تأثير هطول الأمطار. وحتى الكميات الصغيرة بإمكانها أن تساعد، لكن التوصيات الاعتيادية تدعوا إلى طبقة 5 سم (2 بوصة) للتأكد من تغطية مناسبة للسطح. ويمكن أيضًا الزرع مباشرة في البطانية.
تستعمل سواتر وجوارب السماد وحدها أو بالاشتراك مع بطانيات السماد للتقليل من تأثير التدفقات و التصرفات عالية الكمية. سواتر السماد أكثر إمتاعًا من الناحية الجمالية من حواجز الطمي، والقضاء على الحاجة إلى إزالة الجدار الرملي عند اكتمال المشروع. ومع الوقت، يتحلل ساتر السماد ويعود إلى الأرض. وكما يوحي الاسم، جورب السماد هو أنبوب شبكي محشو بالسماد. والجوارب تقاوم أكثر مع المعدات الثقيلة، يمكن تثبيتها في المكان، ويسهل إزالتها وإعادة استخدامها. وإذا ما استُخدمت الألياف القابلة للتحلل للجورب، فيمكن أيضًا تركها في المكان لتتحلل. ومع ذلك، لا يحصل هذا إلا نادرًا، لأنه يُفشل فكرة الجورب. 

## استعمالات خاصة
تشمل الاستعمالات الخاصة للسماد كوسيلة للزراعة لمعالجة الأراضي الرطبة، مثل غطاء لخلية مكب النفايات عند إغلاقه للتشجيع على نمو النباتات وتقليل التعرية، والتحكم بالتعرية على طول ضفاف الأنهار لاستعادة الوظيفة والجمال لمناطق الضفة معًا، لتخفيف المحتمل من الضرر المستقبلي.

## التنظيم والمعايير الاختيارية
طُورت إرشادات وكالة حماية البيئة للفئة أ و ب في الولايات المتحدة فقط لإدارة معالجة وإعادة الاستخدام المفيد للراسب الطيني، والتي تسمى أيضًا المخلفات الصلبة، وتبعًا لمنع من قبل وكالة حماية البيئة الأمريكية بخصوص إلقاء النفايات في المحيط. تطلب نحو 26 ولاية أمريكية الآن معالجة الأسمدة طبقًا لهذه البروتوكولات الفيدرالية للتحكم بالعامل الممرض والناقل، على الرغم أن استخدام المواد غير الراسبة لم يُختبر علميًا. وكمثال على هذا، تُستعمل أسمدة النفايات الخضراء بنسب أعلى بكثير من نسب توقع استخدام أسمدة الراسب الطيني. وهنالك إرشادات أيضًا في المملكة المتحدة بخصوص جودة السماد، وكذلك في كندا، وأستراليا، وعدة بلدان أوروبية.

## اقرأ أيضا
- نترات البوتاسيوم
- نترات الأمونيوم